# Zabrodzie (województwo podlaskie)
Zabrodzie – wieś w Polsce, położona w województwie podlaskim, w powiecie sokólskim, w gminie Korycin.
| SIMC    | Nazwa       | Rodzaj  |
| ------- | ----------- | ------- |
| 0032520 | Romaszkówka | kolonia |

W latach 1975–1998 wieś należała administracyjnie do województwa białostockiego.
Wieś królewska ekonomii grodzieńskiej położona była w końcu XVIII wieku  w powiecie grodzieńskim województwa trockiego. 
Przez wieś przebiega droga wojewódzka nr 671.

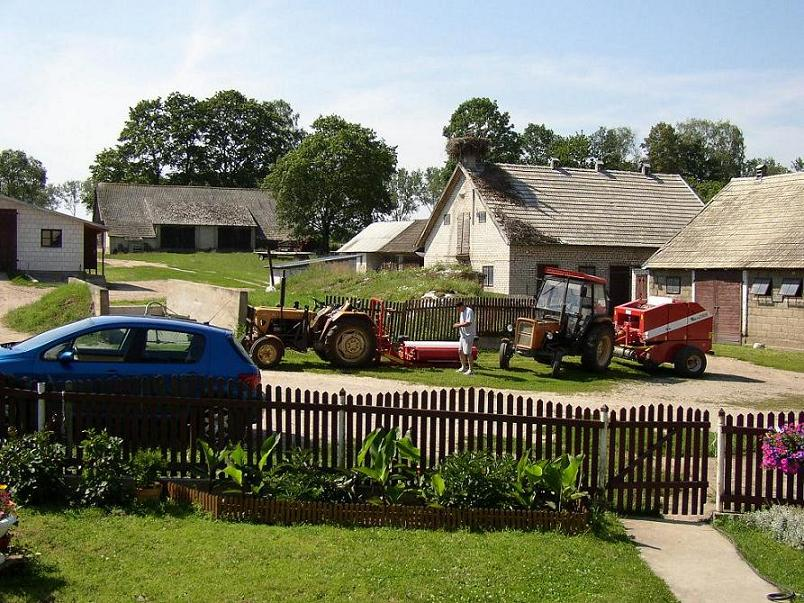
Wieś Zabrodzie (2004)
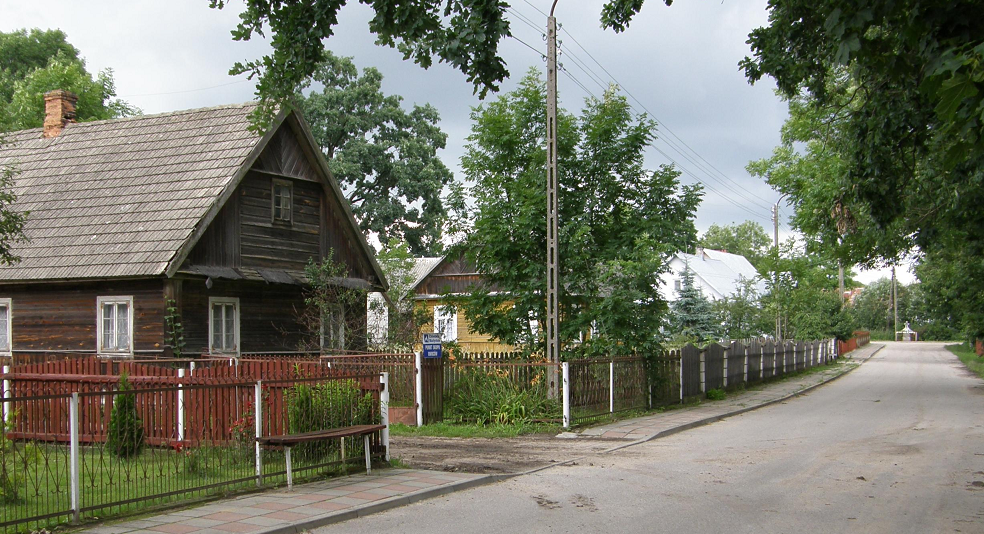
Wieś Zabrodzie (2007)

Wierni kościoła rzymskokatolickiego należą do parafii Znalezienia i Podwyższenia Krzyża Świętego w Korycinie.